# Ковельська вулиця (Київ)
Ко́вельська ву́лиця — вулиця в Голосіївському районі міста Києва, місцевість Деміївка. Пролягає від початку забудови до Малокитаївської вулиці.

## Історія
Виникла в XIX столітті, мала назву 2-а Вітянська вулиця. Сучасна назва — з 1955 року, на честь міста Ковель.